# Легка атлетика на літніх Олімпійських іграх 2016 — естафетний біг 4×400 метрів (жінки)
Змагання з легкої атлетики в естафеті 4 по 400 метрів серед жінок на літніх Олімпійських іграх 2016 пройшли 19 і 20 серпня на Олімпійському стадіоні Жоао Авеланжа.

## Рекорди
Станом на 19 серпня 2016 світовий і олімпійський рекорди були такими:
| Світовий рекорд     | СРСР (Ледовська Тетяна Михайлівна, Ольга Назарова, Марія Пінігіна, Ольга Бризгіна)       | 3:15.17 | Сеул, Південна Корея | 1 жовтня 1988 |
| Олімпійський рекорд | СРСР (URS) (Ледовська Тетяна Михайлівна, Ольга Назарова, Марія Пінігіна, Ольга Бризгіна) | 3:15.17 | Сеул, Південна Корея | 1 жовтня 1988 |

## Розклад змагань
Час місцевий (UTC−3).
| Дата                | Час   | Раунд            |
| ------------------- | ----- | ---------------- |
| П'ятниця, 19 серпня | 20:40 | Попередні забіги |
| Субота, 20 серпня   | 22:00 | Фінал            |

## Результати

### Попередні забіги
У фінал виходять по перші три команди з кожного забігу (Q), а також дві найшвидші крім них (q).

#### Забіг 1
| Місце | Доріжка | Країна           | Спортсмени                                                            | Час     | Примітки |
| ----- | ------- | ---------------- | --------------------------------------------------------------------- | ------- | -------- |
| 1     | 4       | США (USA)        | Кортні Около, Тейлор Елліс-Вотсон, Франсена Маккорорі, Філліс Френсіс | 3:21.42 | Q, SB    |
| 2     | 8       | Україна (UKR)    | Аліна Логвиненко, Ольга Бібік, Тетяна Мельник, Ольга Земляк           | 3:24.54 | Q, SB    |
| 3     | 2       | Польща (POL)     | Малгожата Голуб, Патриція Вичишкевич, Іда Баумгарт, Юстина Свєти      | 3:25.34 | Q, SB    |
| 4     | 1       | Австралія (AUS)  | Джессіка Торнтон, Аннеліз Рубі, Кейтлін Джонс, Морган Мітчелл         | 3:25.71 | q, SB    |
| 5     | 3       | Франція (FRA)    | Фара Анашарсіс, Бріжіт Нтіамоа, Марі Гайо, Флорія Гюе                 | 3:26.18 |          |
| 6     | 6       | Нідерланди (NED) | Надіє Гафур, Лісанне де Вітте, Нікі ван Леуверен, Лаура де Вітте      | 3:26.98 | NR       |
| 7     | 5       | Румунія (ROU)    | Аделіна Пастор, Анамарія Іоніце, Андреа Міклос, Б'янка Разор          | 3:29.87 |          |
| 8     | 7       | Бразилія (BRA)   | Жоелма Соуза, Жейса Коутінью, Летиція де Соуза, Жайлма де Ліма        | 3:30.27 | SB       |

##### Забіг 2
| Місце | Доріжка | Країна                  | Спортсмени                                                                      | Час     | Примітки |
| ----- | ------- | ----------------------- | ------------------------------------------------------------------------------- | ------- | -------- |
| 1     | 4       | Ямайка (JAM)            | Крістін Дей, Аннейша Маклафлін, Крісанн Гордон, Новлін Вільямс                  | 3:22.38 | Q, SB    |
| 2     | 2       | Велика Британія (GBR)   | Емілі Даймонд, Аніка Онуора, Келлі Мессі, Крістін Огуруоґу                      | 3:24.81 | Q, SB    |
| 3     | 8       | Канада (CAN)            | Карлін Мюір, Аліша Браун, Ноель Монткальм, Сейдж Вотсон                         | 3:24.94 | Q, SB    |
| 4     | 3       | Італія (ITA)            | Марія Бенедикта Чігболу, Марія Енріка Спакка, Айоміде Фолорунсо, Лібанія Гренот | 3:25.16 | q, NR    |
| 5     | 5       | Німеччина (GER)         | Лаура Мюллер, Фредеріка Моленкамп, Лара Гоффман, Рут Софія Шпельмаєр            | 3:26.02 | SB       |
| 6     | 6       | Багамські Острови (BAH) | Ланіс Кларк, Антонік Страчан, Карміша Кокс, Крістін Амертіл                     | 3:26.36 | NR       |
| 7     | 1       | Індія (IND)             | Нірмала Шеоран, Тінту Лукка, Мачеттіра Раджу Поовамма, Анільда Томас            | 3:29.53 |          |
| 8     | 7       | Куба (CUB)              | Ліснейді Вейтія, Гільда Касанова, Роксана Гомес, Дайсурамі Бонне                | 3:30.11 | SB       |

### Фінал
| Місце | Доріжка | Країна                | Спортсмени                                                                      | Час     | Примітки |
| ----- | ------- | --------------------- | ------------------------------------------------------------------------------- | ------- | -------- |
| 1     | 6       | США (USA)             | Кортні Около, Наташа Гастінгс, Філліс Френсіс, Еллісон Фелікс                   | 3:19.06 | SB       |
| 2     | 5       | Ямайка (JAM)          | Стефані-Енн Макферсон, Аннейша Маклафлін, Шеріка Джексон, Новлін Вільямс        | 3:20.34 | SB       |
| 3     | 3       | Велика Британія (GBR) | Ейлід Дойл, Аніка Онуора, Емілі Даймонд, Крістін Огуруоґу                       | 3:25.88 |          |
| 4     | 7       | Канада (CAN)          | Карлін Мюір, Аліша Браун, Ноель Монткальм, Сейдж Вотсон                         | 3:26.43 |          |
| 5     | 4       | Україна (UKR)         | Аліна Логвиненко, Ольга Бібік, Тетяна Мельник, Ольга Земляк                     | 3:26.64 |          |
| 6     | 1       | Італія (ITA)          | Марія Бенедикта Чігболу, Марія Енріка Спакка, Айоміде Фолорунсо, Лібанія Гренот | 3:27.05 |          |
| 7     | 8       | Польща (POL)          | Малгожата Голуб, Патриція Вичишкевич, Іда Баумгарт, Юстина Свєти                | 3:27.28 |          |
| 8     | 2       | Австралія (AUS)       | Джессіка Торнтон, Аннеліз Рубі, Кейтлін Джонс, Морган Мітчелл                   | 3:27.45 |          |